# Jardim Botânico de Lineu

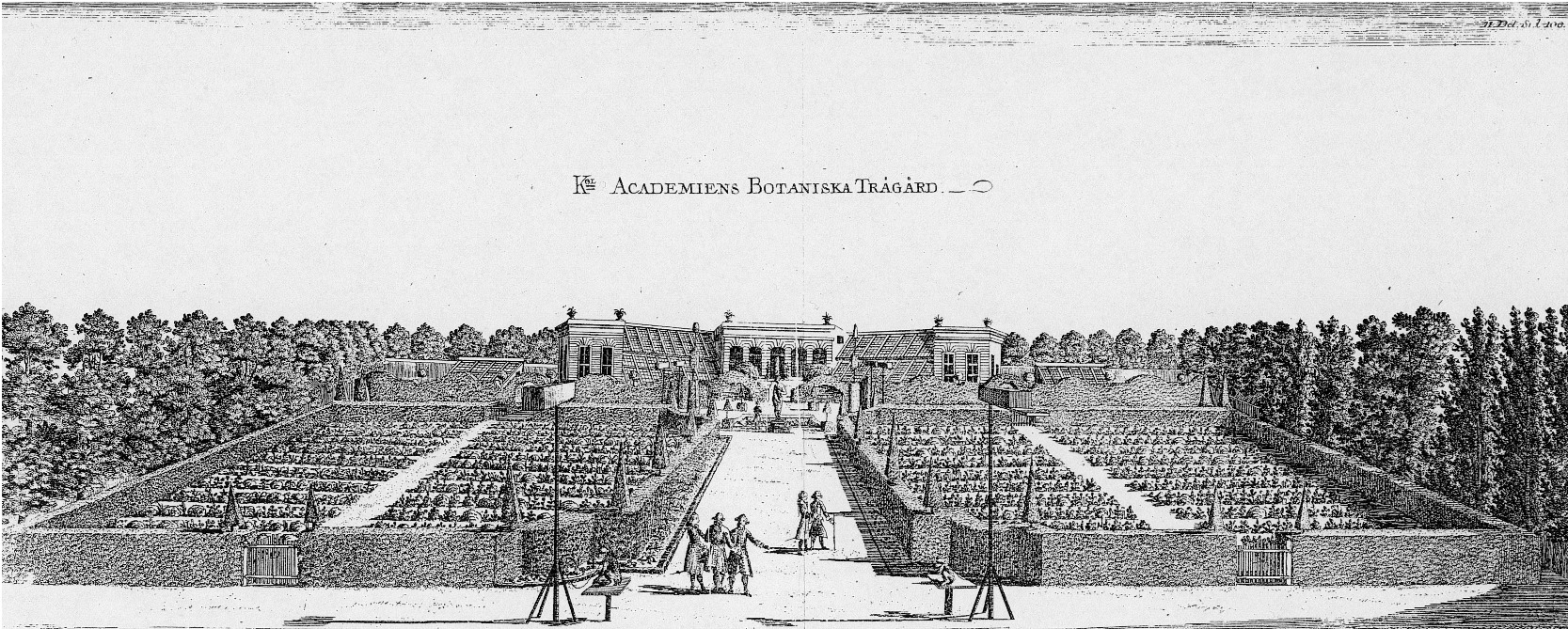
Imagem do jardim no século XVIII

Jardim Botânico de Lineu (em sueco: Linnéträdgården) é um jardim botânico da cidade de Uppsala, na Suécia.
Foi o primeiro jardim botânico da Suécia, adstrito à Universidade de Uppsala.
Foi criado por Olof Rudbeck em 1655, e mais tarde ampliado em 1741 por Carlos Lineu, cujo nome recebeu então.
O jardim foi restaurado e reconstruído de acordo com o plano do próprio Lineu. Na sua antiga residência de administrador do jardim, está instalado o Museu de Lineu (Linnémuseum).
Este jardim botânico é atualmente uma dependência administrativa do Jardim Botânico da Universidade de Uppsala.

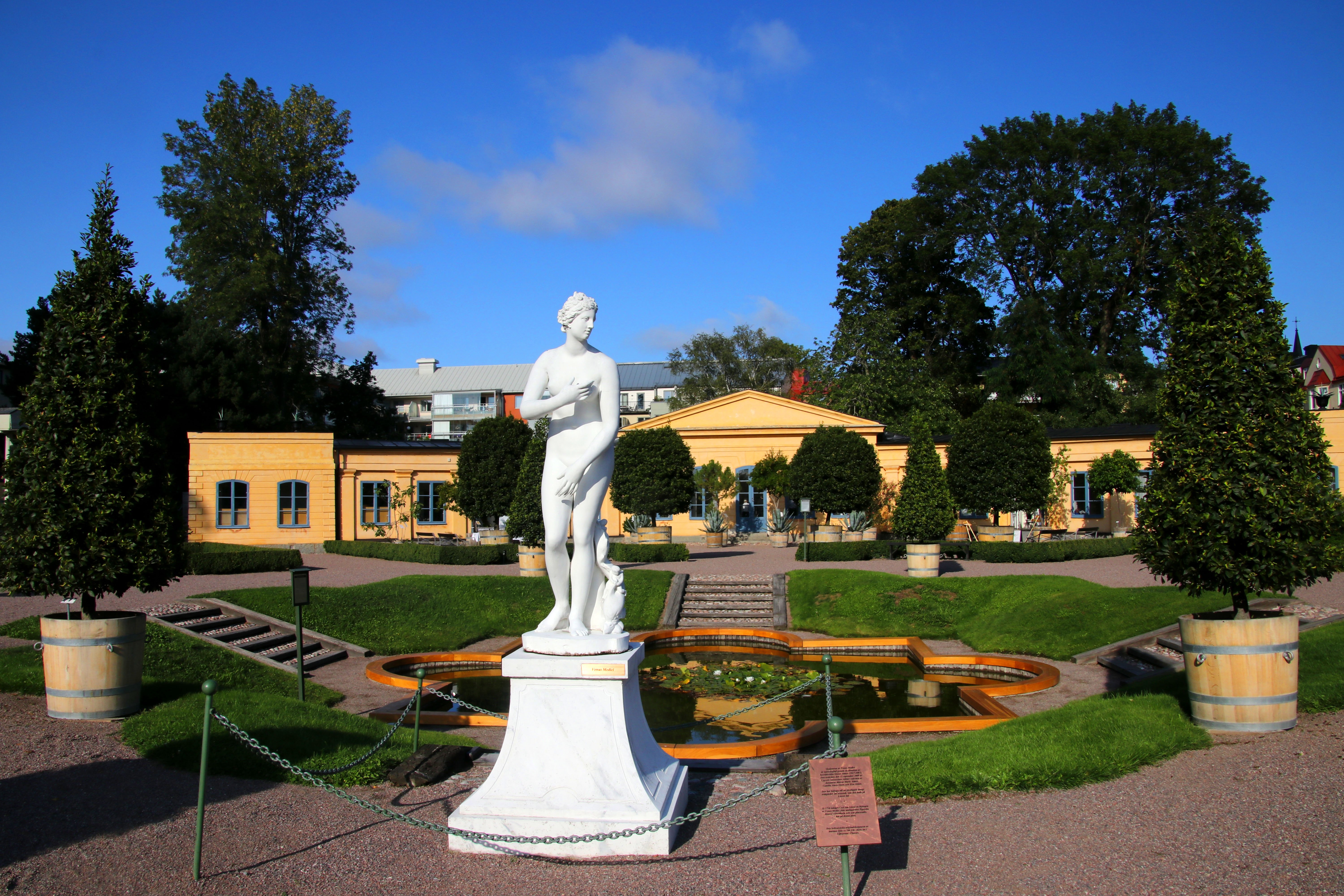
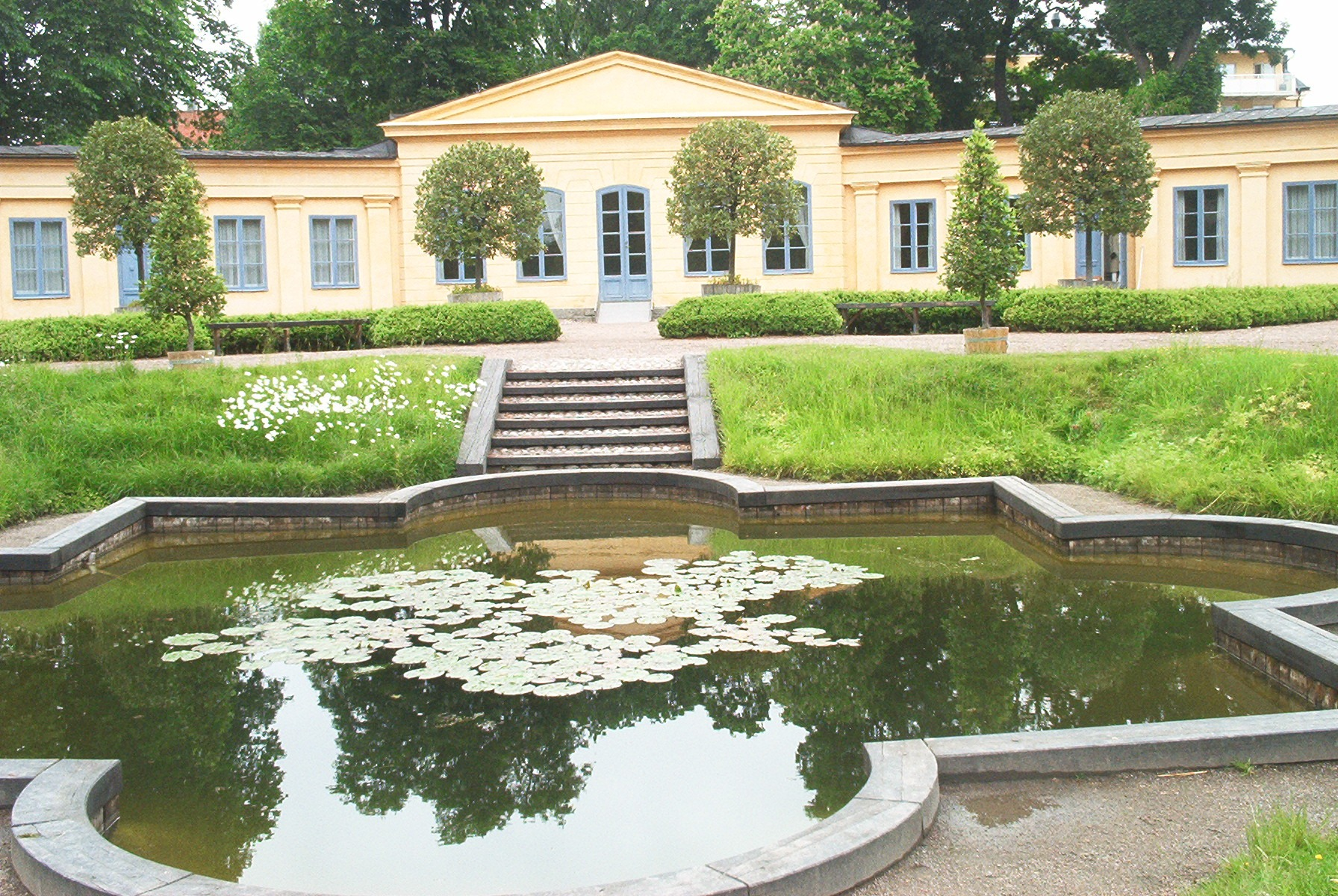
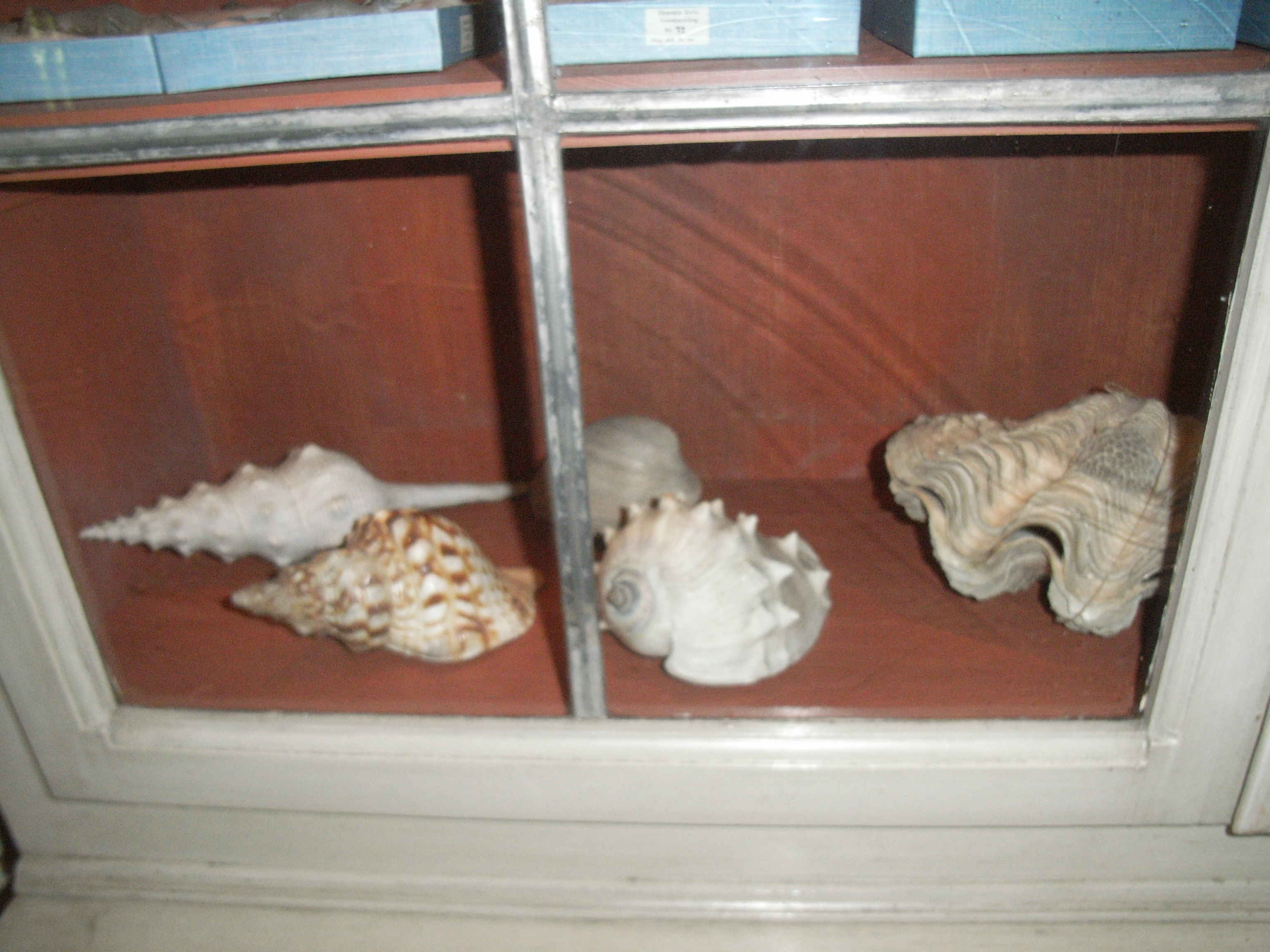
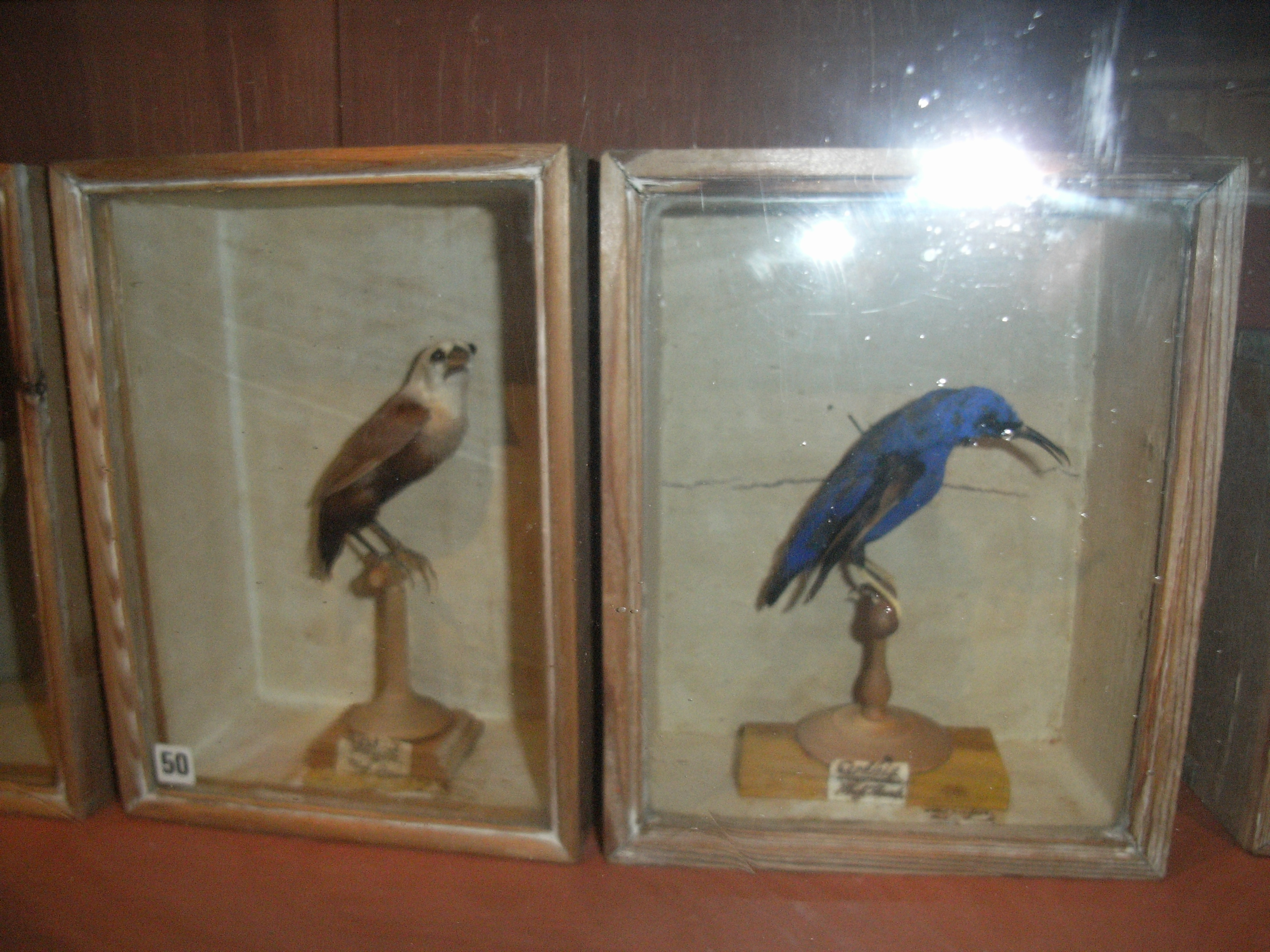